# RBCローゼンダール
RBC（Roosendaalse Boys Combinatie）は、オランダのサッカークラブ。ローゼンダールを本拠地としている。現在の名称はRBCであり、エルベーセーと発音する。

## 歴史
1912年創設。当時はエクセルシオールという名称だったが1920年にVVローゼンダールと改名した。1927年にVVローゼンダールとローゼンダールス・ボーイズが統合してRBCローゼンダールに名称を変更。
第二次世界大戦以前は多くの成功を収めたクラブだったが、その後は奮わず。1983-1984シーズンに2部に昇格。さらに2000-2001シーズンにはエールディヴィジ昇格を果たしたが、1シーズンで降格。2002-2003シーズンから再び昇格を果たしたが、2005-2006シーズンを最後にエールステ・ディヴィジに降格している。
2010-2011シーズンは17位に終わりかろうじてエールステ・ディヴィジ残留を決めたはずだったが、2011年6月8日に破産したため、プロライセンスを失い、エールステ・ディヴィジからも排除され、RBCと名称を変更しアマチュアクラブとして新たなスタートを切った。

## タイトル

### 国内タイトル
- トゥヴェーデ・ディヴィジ(当時3部)：1回

1956-1957

### 国際タイトル
なし

## 過去の成績
- 2002-2003　エールディヴィジ 13位
- 2003-2004　エールディヴィジ 12位
- 2004-2005　エールディヴィジ 16位
- 2005-2006　エールディヴィジ 18位
- 2006-2007　エールステ・ディヴィジ 3位
- 2007-2008　エールステ・ディヴィジ 11位
- 2008-2009　エールステ・ディヴィジ 16位
- 2009-2010　エールステ・ディヴィジ 11位
- 2010-2011　エールステ・ディヴィジ 17位

## 歴代監督
- Wally Jansen 1990-1994
- Wim Koevermans 1994-1996
- ヤン・ポールトフリート 1996-1998
- Ruud Kaiser 1998-1999
- ロベルト・マースカント 1999-2002
- クリス・デッカー 2002-2003
- ロベルト・マースカント 2003-2004
- ヤン・ファン・ダイク 2004-2005
- Dolf Roks 2005-2006
- ロベルト・マースカント 2006.1-2007
- Rob Meppelink 2007-2008

## 歴代所属選手
- ピエール・ファン・ホーイドンク 1989-1991
- ミオドラグ・ボージョヴィッチ 1999-2000
- スティーブン・レイバット 2000-2001
- ヴラトコ・ラジッチ 2011